# Shea Charles
Shea Charles, né le 5 novembre 2003 à Manchester, est un international footballeur nord-irlandais qui évolue au poste de milieu défensif à Southampton FC.

## Biographie
Shea Charles est né à Manchester, où il a commencé à jouer au football, rejoignant l'académie des sky blues dès l'âge de 7 ans. Il est d'origine nord-irlandaise de par sa mère.

### Carrière en club
Passant par toutes les équipes de jeunes des Cityzens, il devient un joueur clé de l'équipe des moins de 23 ans au cours de la saison 2021-22, remportant la Premier League 2, tout en jouant aussi avec les moins de 18 ans, remportant également le championnat national,. Au cours de cette saison, le jeune joueur est convoqué pour la première fois par Pep Guardiola pour s'entraîner avec l'effectif de Premier League.

### Carrière en sélection
Shea Charles est international nord-irlandais des moins de 16 aux espoirs,. Il dispute deux matchs avec les moins de 16 ans,, avant de devenir un joueur clé avec les moins de 19 ans — alors que la pandémie de covid avait interrompu les compétitions internationales juniors pendant la majeure partie des années 2020 et 2021 —, remportant deux matches amicaux contre les îles Féroé en 2021,, avant de jouer les éliminatoires de l' Euro,. Avec les espoirs, il dispute deux matchs contre la Slovaquie et la France en mars 2022.
Appelé pour la première fois avec l'équipe senior par Ian Baraclough en mai 2022,, Shea Charles a fait ses débuts internationaux avec l'Irlande du Nord le 2 juin 2022,.

## Style de jeu
Capable d'évoluer à la fois comme milieu défensif, défenseur central ou arrière latéral, Charles est décrit comme un joueur athlétique et technique, faisant déjà montre d'un très bon mental dès un très jeune âge,.